# Легіти
Легіти (Theclini) — триба метеликів родини синявцеві (Lycaenidae) підродини хвостюшки (Theclinae). Група широко поширена у Палеарктиці, переважно у Азії. Здебільшого це лісові види, личинки яких живляться листям дерев і чагарників.

## Роди
- Amblopala
- Antigius
- Araragi
- Artopoetes
- Austrozephyrus
- Chaetoprocta
- Chrysozephyrus
- Cordelia
- Coreana
- Esakiozephyrus
- Euaspa
- Favonius  — включає Quercusia
- Goldia
- Gonerilia
- Habrodais
- Howarthia
- Hypaurotis
- Iozephyrus
- Iratsume
- Japonica
- Laeosopis
- Leucantigius
- Nanlingozephyrus
- Neozephyrus
- Protantigius
- Proteuaspa
- Quercusia
- Ravenna
- Saigusaozephyrus
- Shaanxiana
- Shirozua
- Shizuyaozephyrus
- Sibataniozephyrus
- Teratozephyrus
- Thecla
- Thermozephyrus
- Ussuriana
- Wagimo
- Yamamotozephyrus
- Yamatozephyrus

## Українська фауна
В Україні триба представлена двома видами з двох родів:
- Легіт березовий (Thecla betulae)
- Легіт дубовий (Favonius quercus)